# Wawrzyniec Mazany
Wawrzyniec Mazany ps. „Wawrzyn”, „Krüger”, „Jankowski” (ur. 3 sierpnia 1891 w Krotoszynie, zm. w 1942) – kapitan administracji Wojska Polskiego i Związku Walki Zbrojnej.

## Życiorys
Urodził się w rodzinie chłopskiej Michała i Franciszki z domu Głowackiej. W latach 1898–1905 uczęszczał do szkoły powszechnej w Krotoszynie. W 1917 powołany do armii niemieckiej, skąd zdezerterował w momencie wybuchu Powstania wielkopolskiego. W latach 1922–1924 uczył się w szkole średniej oraz mianowany został na stopień podporucznika. Na stopień kapitana został mianowany ze starszeństwem z 19 marca 1937 i 75. lokatą w korpusie oficerów administracji, grupa administracyjna. W marcu 1939 pełnił służbę w 58 pułku piechoty na stanowisku oficera administracyjno-materiałowego. W sierpniu 1939 delegowany został do Ośrodka Zapasowego 14 Dywizji Piechoty w Strzelcach koło Kutna. W czasie Kampanii wrześniowej w jego składzie.
W październiku 1939 powrócił do Poznania i włączył się w działalność konspiracyjną. Tworzył oparte na żołnierzach 57 i 58 pułku piechoty struktury Związku Walki Zbrojnej. W kwietniu 1940 został oficerem sztabu komendy okręgowej Związku Walki Zbrojnej w Poznaniu. Po krótkotrwałej działalności w pionie wywiadowczym ZWZ, został inspektorem rejonowym w inspektoracie Poznań–teren. Do jesieni 1940 tworzył sztaby komend obwodowych. Prowadził rozmowy scaleniowe z powiatowymi komendami Stronnictwa Narodowego – Armii Narodowej w Śremie i Środzie z ZWZ. Utrzymywał również łączność z przedstawicielami Stronnictwa Ludowego. W 1941 rozwijał inspektorat rejonowego ZWZ w Gnieźnie.
9 września 1941 został aresztowany przez gestapo. W lipcu 1942, wraz z grupą oficerów ZWZ i funkcjonariuszy Delegatury Rządu wywieziony z Fortu VII w nieznanym kierunku. Zginął w nieznanych okolicznościach.

## Życie prywatne
Żonaty z Marią Wiśniewską, miał dzieci: Stefana (ur. 1922), Halinę (ur. 1925) i Krystynę (ur. 1928).

## Ordery i odznaczenia
- Krzyż Niepodległości – 20 lipca 1932 „za pracę w dziele odzyskania niepodległości”[3][4]
- Krzyż Walecznych[5]
- Srebrny Krzyż Zasługi – 1938[6]

## Awanse
- kapral – 1918
- chorąży – 1919
- porucznik – 1924
- kapitan - 1937